# Ara ambiguus
El guacamayo ambiguo o lapa verde (Ara ambiguus) es una especie de ave psitaciforme de la familia de los psitácidos propia de las selvas de Centroamérica que habita desde el este de Honduras hasta el noroeste de Colombia y una población aislada en el oeste de Ecuador. Ha sido reclasificado recientemente por la Unión Internacional para la Conservación de la Naturaleza como especie en peligro crítico de extinción debido al gran declive de su población por la destrucción de hábitat y las capturas para el comercio de mascotas.

## Descripción
Los guacamayos ambiguos son los loros más grandes en su área de distribución natural, la segunda especie de guacamayo más pesada (aunque tienen una cola relativamente más corta que otros guacamayos grandes como el guacamayo rojo y, por lo tanto, son algo más cortos) y la tercera especie de loro más pesada en el mundo. Esta especie mide en promedio de 85 a 90 cm y pesa 1,3 kg. Son principalmente verdes y tienen la frente rojiza y la parte inferior de la espalda, la rabadilla y la parte superior de las plumas de la cola de color azul pálido. La cola es de color rojo parduzco con la punta de un azul muy pálido. La piel desnuda del rostro está modelada con líneas de pequeñas plumas oscuras, que son rojizas en los loros mayores y hembras. Los juveniles tienen ojos de color gris en lugar de negro, son de color más apagado y tienen colas más cortas con la punta amarilla.
La principal distinción morfológica con la subespecie Ara ambiguus guayaquilensis es que esta ave tiene un pico más pequeño y estrecho.
El guacamayo ambiguo parece superficialmente similar y puede confundirse fácilmente con el guacamayo militar donde sus rangos se superponen.

## Distribución y hábitat
El guacamayo ambiguo vive en bosques tropicales en las tierras bajas húmedas del océano Atlántico de América Central desde Honduras hasta Panamá y Colombia, y en América del Sur en las tierras bajas costeras del océano Pacífico en Panamá, Colombia y el oeste de Ecuador, donde también se encuentran en árboles caducifolios, bosques tropicales secos. En Colombia, donde se encuentran ambas especies, prefiere bosques más húmedos que el estrechamente relacionado guacamayo militar. El hábitat donde se reproduce en Costa Rica es una zona perennifolia prácticamente no estacional, con lluvias unos diez meses al año, una precipitación de 1.500 a 3.500 mm al año y una temperatura promedio de 27 °C durante todo el año. En Costa Rica, los hábitats donde se encuentran las lapas verdes durante la temporada de reproducción están dominados por el almendro (Dipteryx oleifera) y Pentaclethra macroloba, con humedales dominados secundariamente por palmas de rafia (Raphia sp.). Por lo general, se observa por debajo de los 600 msnm en Costa Rica durante la temporada de reproducción, pero se dispersa a elevaciones más altas hasta los 1000 msnm después de la reproducción, y se puede ver a una altitud de hasta 1500 m s. n. m. en el sur de Panamá. 
Esta especie rara también fue introducida en Singapur.

## Comportamiento
Vuela a grandes distancias, en bandadas pequeñas de dieciocho a cuarenta individuos, en busca de su alimento principal, la semilla de los frutos del almendro de montaña. También consumen otras semillas, como la del titor, así como frutos de por lo menos treinta y siete especies. Forma parejas de por vida y trata de mantener siempre el mismo nido. Anida en cavidades de troncos de árboles secos, preferentemente de cuipo. La hembra incuba los huevos durante treinta días y el macho lleva el alimento al nido. Ambos son responsables después de alimentar a los pichones, que permanecen alrededor de sesenta días en el nido.

## Subespecies
- Ara ambiguus ambiguus
- Ara ambiguus guayaquilensis